# Gangstar Vegas
Gangstar Vegas (originalmente conocido como Gangstar Vegas: City of Sin y alternativamente se conoce como Gangstar 4: Vegas) es un videojuego de mundo abierto de acción-aventura desarrollado por Gameloft para Android y iOS (tanto iPhone/iPod Touch como iPad). Es la quinta entrega principal de la serie Gangstar, y se lanzó el 7 de junio de 2013. Gangstar Vegas está precedido por Gangstar Rio: City of Saints y fue un éxito.
Gangstar Vegas se desarrolla en la actualidad Las Vegas, Nevada. La historia gira en torno a Jason Malone, un hábil luchador MMA al que apunta Frank Veliano después de ganar en un partido. Al igual que los juegos de la serie Grand Theft Auto, Gangstar Vegas tiene elementos de videojuegos de conducción y disparos en tercera persona, y presenta "mundo abierto" juego que le da al jugador más control sobre su experiencia de juego.
Durante su lanzamiento, recibió críticas mixtas de críticos y jugadores, a quienes criticaron los gráficos lentos, la animación y sus actualizaciones frecuentes, pero elogió la música y el uso extensivo de gráficos 3D, que algunos jugadores señaló como una mejora del juego anterior. También fue un éxito comercial, ya que se descargó 50 millones de veces desde iOS y Android.

## Jugabilidad
Gangstar Vegas está estructurado de manera similar a los juegos anteriores de la serie y, por extensión, a  Grand Theft Auto  y sus numerosos clones. El área general de juego es mucho más grande, con Gameloft comercializándola como "el mundo abierto más grande de Gangstar". Además de la historia principal, los jugadores pueden deambular libremente y/o participar en varias actividades salvajes como guerras de pandillas, robos a bancos, carreras callejeras y torneos de lucha subterráneos. La administración de la propiedad también está presente, lo que permite al jugador obtener ingresos a través de negocios adquiridos durante el transcurso del juego. De acuerdo con el tema del juego Las Vegas, también se introdujeron minijuegos casino como video poker, blackjack y tragamonedas, junto con varios establecimientos como club nocturno y tienda de conveniencias.
Hay más de 80 misiones. lleno de  acción, disparos, carreras de autos y robo. Puedes unirte a partidos en las guerras de pandillas con  Lanzallamas, Cóctel molotov,  Lanzagranadas y muchas más armas letales.